# Horst Buchholz
Horst Werner Buchholz (Berlino, 4 dicembre 1933 – Berlino, 3 marzo 2003) è stato un attore tedesco.

## Biografia
Nato a Berlino, Buchholz non conobbe mai il vero padre e prese il cognome dall'uomo, Hugo Buchholz, che la madre, Maria Hasenkamp, sposò nel 1938, di professione calzolaio. Da questa unione nacque la sorella Heidi. Evacuato con la famiglia durante la seconda guerra mondiale prima in Slesia e poi in Cecoslovacchia, al termine del conflitto ritornò a Berlino, dove cominciò molto giovane la sua carriera come attore teatrale, oltre che come doppiatore radiofonico e cinematografico.
Ottenne il primo ruolo cinematografico di rilievo nel 1954 in Marianne de ma jeunesse di Julien Duvivier, che gli valse un riconoscimento al Festival di Cannes, ma la sua affermazione arrivò nel 1956 con la conquista del Deutscher Filmpreis, il più importante premio cinematografico tedesco, quale miglior attore emergente per la sua interpretazione in Cielo senza stelle (1955) di Helmut Käutner. Buchholz diventò presto un attore di richiamo commerciale in Germania, raggiungendo il grande successo con l'interpretazione de Le confessioni del filibustiere Felix Krull (1957), tratto dal libro di Thomas Mann. Si avviò così a una brillante carriera che lo portò a lavorare con importanti registi sia in Europa che negli Stati Uniti, imponendosi per la sua recitazione energica, la prestanza fisica e il bel volto dai tratti vagamente orientali, lontano dai canoni della bellezza maschile nordica.
Nel 1959, oltre a partecipare al film Questione di vita o di morte, debuttò anche sul palcoscenico a Broadway con lo spettacolo Chéri, dall'omonimo romanzo di Colette, e nel 1960 fu chiamato a Hollywood dove ottenne un clamoroso successo internazionale nel ruolo di Chico, uno dei pistoleri protagonisti del western I magnifici sette (1960) di John Sturges, e nella parte di Otto Ludwig Piffl nella commedia Uno, due, tre! (1961) di Billy Wilder, quindi recitò nel ruolo di Marius in Fanny (1961) di Joshua Logan, ambizioso remake dell'omonimo film francese sceneggiato da Marcel Pagnol e ambientato tra i portuali di Marsiglia. Era stato contattato per partecipare anche a film come West Side Story e Lawrence d'Arabia ma dovette rifiutare per altri impegni.
In Italia recitò nel ruolo di Dino al fianco di Catherine Spaak ne La noia (1963), diretto da Damiano Damiani, e in quello di Alberto in Come, quando, perché (1968) di Antonio Pietrangeli e Valerio Zurlini. Interpretò inoltre il ruolo di Marco Polo in 
Le meravigliose avventure di Marco Polo (Lo scacchiere di Dio) (1965), una coproduzione internazionale diretta da Denys de La Patellière.
Negli anni settanta e ottanta lavorò principalmente per la televisione in vari Paesi. Nel 1976 prese parte a uno dei primi episodi, intitolato Colpo grosso, del celebre telefilm L'ispettore Derrick (I nove casi dell'ispettore Derrick), trasmesso per la prima volta in Italia nel 1979. Interpretò il ruolo di Sergei in alcuni episodi della serie Alla conquista del West, andato in onda in Italia nel 1979, e partecipò alla miniserie italiana Fantaghirò 4 (1994) di Lamberto Bava. Per il cinema, apparve ancora nei film Così lontano così vicino (1993) di Wim Wenders, nel ruolo di un gangster sulla via del pentimento, e ne La vita è bella (1997) di Roberto Benigni, nella parte del dottor Lessing, l'ufficiale medico nazista fissato con gli indovinelli, ruolo che gli valse una candidatura agli Screen Actors Guild Awards.
Nel 1958 sposò l'attrice francese Myriam Bru, da cui ebbe due figli, Beatrice e Christopher Buchholz; quest'ultimo divenne attore e produsse un documentario sulla vita del padre. La coppia ufficialmente sposata, visse spesso separata: lei a Parigi e lui a Berlino. Si narra anche di una breve relazione precedente con l'attrice Romy Schneider.
Buchholz morì all'Ospedale universitario della Charité di Berlino, all'età di 69 anni, a causa di una polmonite contratta dopo un intervento chirurgico all'anca. È sepolto al Friedhof Heerstraße di Berlino.

## Filmografia parziale

### Cinema
- Cielo senza stelle (Himmel ohne Sterne), regia di Helmut Käutner (1955)
- Il principe folle (Herrscher ohne Krone), regia di Harald Braun (1955)
- Pecore nere (Die Halbstarken), regia di Georg Tressler (1956)
- Le avventure di Robinson (Robinson soll nicht sterben) regia di Josef von Báky (1957)
- Un amore a Parigi (Monpti), regia di Helmut Käutner (1957)
- Le confessioni del filibustiere Felix Krull (Bekenntnisse des Hochstaplers Felix Krull), regia di Kurt Hoffmann (1957)
- Resurrezione (Auferstehung), regia di Rolf Hansen (1958)
- S.O.S. York! (Das Totenschiff), regia di Georg Tressler (1959)
- Questione di vita o di morte (Tiger Bay), regia di Jack Lee Thompson (1959)
- I cinque del bunker (Nasser Asphalt), regia di Frank Wysbar (1960)
- I magnifici sette (The Magnificent Seven), regia di John Sturges (1960)
- Fanny, regia di Joshua Logan (1961)
- Uno, due, tre! (One, Two, Three), regia di Billy Wilder (1961)
- La noia, regia di Damiano Damiani (1963)
- 9 ore per Rama (Nine Hours to Rama), regia di Mark Robson (1963)
- Colpo grosso a Galata Bridge (Operacion Estambul), regia di Antonio Isasi-Isasmendi (1965)
- Le meravigliose avventure di Marco Polo (Lo scacchiere di Dio) (La fabouleuse aventure de Marco Polo), regia di Denys de La Patellière (1965)
- Johnny Banco, regia di Yves Allégret (1967)
- Le avventure e gli amori di Miguel Cervantes (Cervantes), regia di Vincent Sherman (1967)
- Come, quando, perché, regia di Antonio Pietrangeli (1969)
- La colomba non deve volare, regia di Sergio Garrone (1970)
- Il salvatore, regia di Michel Mardore (1971)
- Il grande valzer (The Great Waltz), regia di Andrew L. Stone (1972)
- Bees: lo sciame che uccide (The Savage Bees), regia di Bruce Geller (1976)
- I leoni della guerra (Raid on Entebbe), regia di Irvin Kershner (1977)
- Avalanche Express, regia di Mark Robson (1979)
- Contro 4 bandiere, regia di Umberto Lenzi (1979)
- Aphrodite, regia di Robert Fuest (1982)
- Sahara, regia di Andrew V. McLaglen (1983)
- Fuga dal paradiso, regia di Ettore Pasculli (1990)
- Granada addio, regia di Vicente Escrivá (1991)
- Air Force - Aquile d'acciaio (Iron Eagle III), regia di John Glen (1992)
- Così lontano così vicino (In weiter Ferne, so nah!), regia di Wim Wenders (1993)
- La vita è bella, regia di Roberto Benigni (1997)

### Televisione
- The Danny Thomas Hour – serie TV, episodio 1x19 (1968)
- Kit e l'omicida (Lohngelder für Pittsville), regia di Krzysztof Zanussi – film TV (1974)
- Notte di morte (Dead of Night), regia di Dan Curtis – film TV (1977)
- Charlie's Angels – serie TV, episodio 3x03 (1978)
- Capitan Nemo - Missione Atlantide (The Return of Captain Nemo), regia di Alex March – film TV (1978)
- Fantaghirò 4, regia di Lamberto Bava – miniserie TV (1994)

### Filmati di repertorio
- Le dee dell'amore (The Love Goddesses) documentario di Saul J. Turell - filmati di repertorio (1965)

## Doppiatori italiani
- Massimo Turci in I magnifici sette, Uno, due, tre!, 9 ore per Rama, Le meravigliose avventure di Marco Polo (Lo scacchiere di Dio), Il grande valzer, Alla conquista del West, Charlie's Angels
- Giuseppe Rinaldi in Resurrezione, La noia
- Pino Locchi in Questione di vita o di morte, La colomba non deve volare
- Renato Cortesi in Avalanche Express, Così lontano così vicino
- Pino Colizzi in Contro 4 bandiere
- Gino La Monica in Air Force - Aquile d'acciaio
- Sergio Tedesco in Fantaghirò 4
- Ambrogio Colombo in Air Force - Aquile d'acciaio (ridoppiaggio)